# Pierre Coffin
Pierre-Louis Padang Coffin (Limoges, 1967. november 1. vagy 1967. március 16. –) francia animátor, filmrendező és szinkronszínész, aki leginkább a Gru-filmsorozat négy filmjének társrendezőjeként és a Minyonok hangjaként ismert. Utóbbiért elnyerte a Kids/Family díjat a tizedik Seiyu Awards-gálán.

## Élete és pályafutása
Coffin 1967-ben született Franciaországban, Yves Coffin francia diplomata és Nh. Dini indonéz író gyermekeként. Van egy nővére, Marie-Claire. Gyermekkorában sokat költöztek, Kambodzsában és Japánban éltek, majd az 1970-es években egy párizsi külvárosban telepedtek le. Felnőttként apjuk megtiltotta nekik a tévénézést, mert túl passzívnak tartotta. Ehelyett Coffin rajzolt, olvasott és zenét hallgatott. Sosem gondolt művészi pályára, de néhány tehetséges barátja (akik jobban rajzoltak nála) arra ösztönözték, hogy fejlessze a képességeit. 
1985 és 1988 között a Paris-Sorbonne-i Egyetemen tanult filmművészetet. Miközben katonai szolgálatot teljesített, visszalépett, hogy felvételi vizsgát tegyen a párizsi Gobelins animációs iskolába. 1990-től 1993-ig a 2D kurzuson tanult. Ezután a londoni székhelyű, 2D-s Amblin céghez került, ahol egy évig junior animátorként dolgozott a Steven Spielberg által készített Négy dinó New Yorkban története című produkción. Ezután szabadúszó animátorként kezdett dolgozni a francia Ex Machina CGI stúdióban, ahol animátorként, majd animációs felügyelőként dolgozott. Coffin rendezői karrierje a Pings című rövidfilmmel kezdődött 1997-ben. Ezután elkezdett együttműködni a Passion Pictures Paris és Mac Guff stúdiókkal. Ő alkotta meg Pat és Stan karaktereit a TF1 tévésorozatához. 2010-ben Chris Renaud-val közösen elkészítette a Gru című CGI animációs filmet a Universal számára.
Coffin rendezte a Gru-t (2010) és a Gru 2.-öt (2013) Renaud-val, a Gru 3.-at (2017) és a Gru spin-offját, a Minyonokat (2015) Kyle Baldával, amelyben különböző Minyonok hangjaként is szolgált. Coffin több különböző szinkronhangot vett fel a Minyonok számára, hogy a különböző nemzeti piacokat jobban meg tudják szólítani, és az országtól függően különböző helyi szavakat vegyítettek bele.

## Magánélete
Coffinnak két gyermeke van.

## Filmográfia

### Televízió
| Év        | Magyar cím  | Eredeti cím | Rendező | Író  | Producer | Megjegyzés |
| --------- | ----------- | ----------- | ------- | ---- | -------- | ---------- |
| 2004-2010 | Pat és Stan | Pat & Stan  | Igen    | Igen | Nem      | Alkotó     |